# Joe Adams
(en) Statistiques sur pro-football-reference
Joe Adams (né le 22 novembre 1989 à Little Rock) est un joueur américain de football américain. Il joue une saison pour les Panthers de la Caroline avant de jouer dans plusieurs circuits mineurs jusqu'en 2019.

## Enfance
Adams use les bancs de la Central Arkansas Christian High School, situé dans le nord de Little Rock.

## Carrière

### Université
Il entre en 2008 à l'université de l'Arkansas où il étudie la justice criminelle ainsi que la sociologie. Lors de sa dernière universitaire, en 2011, il est nommé dans l'équipe All-America de la saison au poste de kick returner et punt returner.

### Professionnelle
Drafté au quatrième tour par les Panthers de la Caroline. Il joue pour l'équipe une saison avant d'être retranché dans la pré-saison suivante. Il signe avec les Texans de Houston l'année suivante sans faire l'équipe. Par la suite, il joue dans la LCF avant de rejoindre la Revolution du Texas pour qui il joue jusqu'à sa retraite.

### Entraîneur
En 2020, alors que sa carrière de joueur se termine, Adams rejoint l'équipe d'entraîneur de Central Arkansas Christian High School à temps plein.

## Palmarès
- Équipe All-America 2011